# 寛永通宝

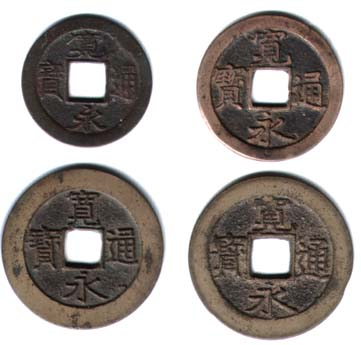
寛永通宝

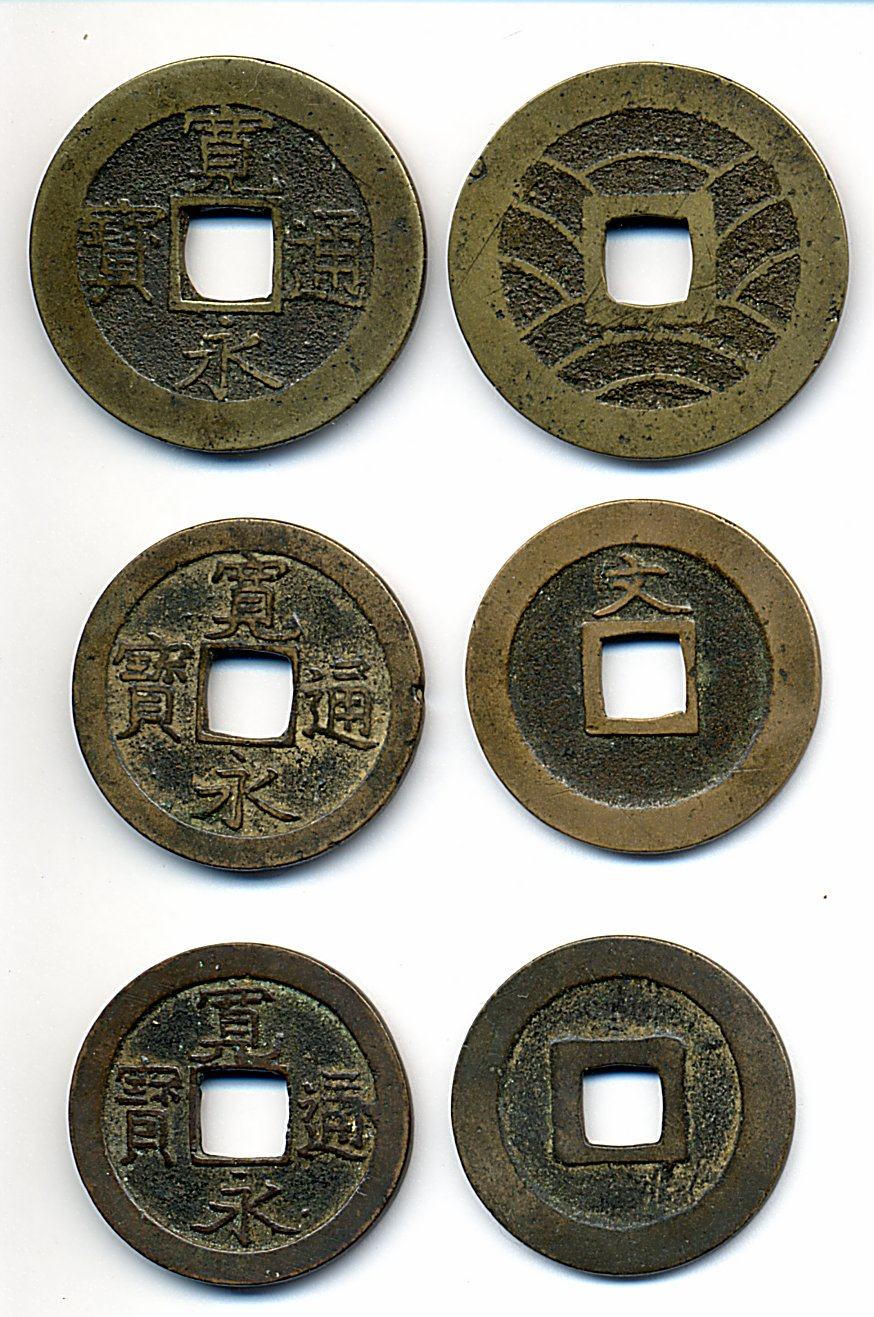
寛永通宝。上：裏面に波形が刻まれているもの（4文）、中：文銭、下：一般的なもの（1文）

寛永通宝（かんえいつうほう、旧字体：寬永通󠄁寶）は、日本の江戸時代を通じて広く流通した銭貨。寛永13年（1636年）に創鋳、幕末まで鋳造された。

## 概要
形状は、円形で中心部に正方形の穴が開けられ（円形方孔）、表面には「寛永通寳」の文字が上下右左の順に刻印されている。材質は、銅製の他、鉄、精鉄、真鍮製のものがあった。 
貨幣価値は、裏面に波形が刻まれているものが4文、刻まれていないものが1文として通用した。当時96文を銭通しに通してまとめると100文として通用（短陌・省陌）し、通し100文と呼ばれていた。
裏面に文・元・足・長・小・千・久・盛などといった文字（多くの場合1文字だが、十三・久二など2文字の場合もある）が表記されているものもあり、多くの場合は鋳造地を示すが、文銭の「文」や二水永の「三」などのように鋳造地ではなく製造された年代などを表すものもある。
寛永通宝は大別すると銅一文銭（古寛永・新寛永）・鉄一文銭・真鍮四文銭・鉄四文銭となる。
小判や丁銀は日常生活には大変高額であり財布に入れて使用される様なことはまず無かったが、銭は庶民の日常生活に愛用されて広く流通した。一分判や小玉銀（豆板銀）でさえ、銭屋と称する両替屋で銭に両替して使われていた。

## 発行の経緯
江戸幕府が成立すると、幕府は金座・銀座を設置して金貨・銀貨を発行して統一を進めた。一方、銅銭については、慶長13年（1608年）に江戸を中心とした東国で通用していた永楽通宝（永楽銭）の発行を停止し、翌年には金1両＝永楽銭1貫文＝京銭4貫文＝銀50目の公定相場を定めて、京都を中心に流通していた"京銭"の通称で呼ばれていた鐚銭という私鋳銭が幕府の標準銅貨とされた。これは、徳川の拠点であった東国の幕府領を対象にした撰銭令の一種であったが五街道の整備によって江戸と上方（京都・大坂）の交通整備を図っていた幕府が自らの拠点では一般的であっても日本全体では特異な流通であった永楽銭の通用を止めて京銭を基に銅銭の統一を図ったものであった。また、徳川家康・秀忠父子の上洛や大坂の陣による軍事行動の影響で東海道筋の伝馬・駄賃相場は不安定であり、銅銭の大量流通による撰銭が頻発していたことへの対応策として慶長から元和年間にかけて幕府は慶長13年の方針の延長線上にある撰銭令を複数回発令している。こうした方針は徳川氏と同様に豊臣政権下で領国内で独自の銅銭を発行していた諸藩を直ちに拘束するものではなかったが、幕府の政治的優位の確立と共にその政策にも影響を与えつつあった。京銭は対外取引の場でも採用され、オランダ・ポルトガルなどのヨーロッパの商船や日本の朱印船によって中国や東南アジアに輸出されていた。この大量輸出は日本国内における深刻な銅銭不足をもたらして銭相場を上昇させた。
平戸のオランダ商館にいたフランソワ・カロンが著した『日本大王国志』の寛永13年（1636年）の記述に寛永通宝の発行に関する言及があり、日本の皇帝（＝将軍）が新しいカシー（貨幣）を発行する前に4年前から旧銭（京銭）を実際の相場より高い価格で買い入れていたと記している。また、寛永11年（1636年）には徳川家光の上洛に合わせて京都に滞在していた細川忠利が面識のある長崎奉行の榊原職直に送った書状（『大日本近世史料 細川家史料』18-2507号）の中で家光が戸田氏鉄と松平定綱に対して新銭発行の検討を命じたとする風説に関する問い合わせをしている。実際に寛永12年（1635年）6月には幕府は流通貨幣の全国調査を行い、諸大名に対しても貨幣の流通状況を報告させている。安国良一は幕府は家光上洛に合わせて江戸において贈答用の新銭を鋳造して京都に持ち込んだものの、京都郊外の坂本で大量の銅銭が鋳造されて海外に輸出されていることを知った家光や幕閣が衝撃を受けて、既存の流通銭である旧銭を買い上げて新たな銅銭（公鋳の寛永通宝）を発行することにしたと指摘している。また、安国は翌寛永12年（1635年）の朱印船貿易停止には銅銭の輸出を止める意図も含んでいた可能性や同年の武家諸法度改正によって導入された参勤交代によって交通量の増加や街道筋での貨幣使用量が増加することも見通していたとも指摘している。
寛永13年5月5日、幕府は江戸において6月1日より寛永通宝を発行する高札を立て、7日に京都・大坂にこの命令を伝えるために派遣された高札を持った幕府の徒目付が20日に大津に到着している。公式には当面の間は旧銭と新銭の併用を認めていたが、5月6日（高札が立てられた翌日）老中の酒井忠勝邸において諸藩の留守居を集めて行った説明会では旧銭の使用を停止する方針が説明されたらしく、この話を聞いた諸藩、とりわけ自前で私鋳銭を鋳造していた藩（長州藩・薩摩藩など）には動揺が広がったものの、幕府も十分な流通量の寛永通宝を用意することができず、幕府自身が東海道筋の銭不足を解消するために5月末までに遠江掛川と大坂にあった幕府の蔵にある古銭（京銭）を放出することを決め、大番方の久留正親・小幡重昌が派遣され、東海道の各宿に100貫文・バイパスの役割を果たしていた中山道西側および美濃路の各宿には60貫文を支給し、城下町などの特殊な需要のある宿には上乗せの支給を行った。さらにやや遅れて銅銭不足の最大の原因になっていた銅銭を含めた銅の輸出禁止措置を寛永通宝の鋳造材料の確保を名目に寛永14年（1637年）4月から開始し、途中で軍事物資の確保に目的を変えながら、輸出統制の仕組みが整備される正保3年（1646年）まで続けられた。

## 略史
寛永通宝のうち、万治2年（1659年）までに鋳造されたものを古寛永（こかんえい）と呼ぶ。その後しばらく鋳造されない期間があり、寛文8年（1668年）以降に鋳造されたものを新寛永（しんかんえい）と呼ぶ。この古寛永と新寛永は、製法が異なり、銭文（貨幣に表された文字）の書体も明らかな違いがある。具体的には、寛永通宝銅1文銭のうち、「寳」の字の最終3画が「ス」のようになっているのが古寛永、「寳」の字の最終3画が「一ハ」のようになっているのが新寛永となる。
元文4年（1739年）ごろ、鉄製1文銭が出現する。
明和5年（1768年）、真鍮製4文銭制定。
万延元年（1860年）ごろ、鉄製4文銭が出現する。
銅または真鍮製の寛永通宝は、明治維新以後も貨幣としての効力が認められ続け、昭和28年（1953年）末まで、真鍮4文銭は2厘、銅貨1文銭は1厘硬貨として法的に通用していた（通貨として実際的に使用されたのは明治中期ごろまでと推定される）。
また、中国各地での大量の出土例や記録文献などから、清でも寛永通宝が流通していたことが判っている。清の前の明では、銅銭使用を禁じ、紙幣に切り替えていたが、清になってから銭貨の使用が復活した。しかし銭貨の流通量が少なかったため、銭貨需要に応えるべく、日本から寛永通宝が輸入された。

## 銅一文銭

### 二水永
寛永3年（1626年）に常陸水戸の富商・佐藤新助が、江戸幕府と水戸藩の許可を得て鋳造したのが始まりだが、この時はまだ、正式な官銭ではなかった。
このとき鋳造されたとされるものが、いわゆる二水永（にすいえい）と呼ばれる「永」字が「二」と「水」字を組み合わせたように見えるものであり、背（裏面）下部には「三」と鋳込まれ、鋳造年の「寛永三年」を意味するといわれる。
新助はやがて病死し鋳造は途絶えるが、九年後の寛永12年（1635年）に新助の息子、佐藤庄兵衛が後を継ぎ再び鋳銭を願い出、翌寛永13年（1636年）に鋳造を再開した。このときの鋳銭が背面に「十三」と鋳込まれたものであるとされている
。
| 寛永年間私鋳                                 | 寛永年間私鋳                                      |
| -------------------------------------------- | ------------------------------------------------- |
| 寛永通寳 寛永3年（1626年） 水戸銭 二水永背三 | 寛永通寳 寛永13年（1636年）ごろ 水戸銭 二水永背星 |

### 古寛永
寛永13年6月（1636年）、幕府が江戸橋場と近江坂本に銭座を設置。公鋳銭として寛永通宝の製造を開始。
主な鋳造所は幕府の江戸と近江坂本の銭座であった。しかし水戸藩、仙台藩、松本藩、三河吉田藩、高田藩、岡山藩、長州藩、岡藩等でも幕府の許可を得て銭座を設けて鋳造していた。
やがて、銭が普及したことから寛永15年（1638年）に1貫文=銀23匁前後であった銭相場が16年（1639年）に1貫文=銀16匁まで下落したため、『銭録』によれば寛永17年8月（1640年）に一旦銭座を停止したとある。ただし、これは諸藩に置かれた銭座に関する停止で、江戸や坂本・京都・大坂など幕領における銭座停止はもう少し遅く、寛永18年12月23日付で出された老中連署奉書によったとみられている。また、安国良一は銭相場の下落の原因は寛永飢饉（物価の上昇と銭の需要が強い庶民層への打撃）の影響が大きかったとしており、幕府は銭座に残った寛永通宝を公定価格で買い上げたり、宿場町に拝借金・拝借米を与えて寛永通宝で返済させることで幕府への事実上の回収（飢饉が収まって銭相場が安定した時点で再放出を意図している）を図ったりしている。また、当初の高水準の銭相場を背景にした運上を含めた利益を見込んだ幕府・銭座による過剰生産を抑止しきれなかったことや、原料の錫の不足などによる公鋳の銭座側の事情による部分と私鋳銭による部分によって生じた質の低下（皮肉にも銭座による鋳造停止による職人の失業が私鋳銭に拍車をかける）など、多くの課題も浮上しており、その後の鋳銭事業に生かされることになる。
その後銀12匁まで下落していたが、承応から明暦年間にかけて再び銭相場が銀18匁前後まで高騰したため、承応2年（1653年）、明暦2年（1656年）に銭座を設けて鋳銭を再開する。
これらの古寛永は大局的には以下のように分類される。鋳銭地は古銭収集界で現存するものを当てはめたものであり、これらの内発掘などで銭籍が確定しているものは一部のみであり、長門銭、水戸銭の一部、および松本銭である。
寛永13年（1636年）銭座設置
- 浅草銭/御蔵銭（あさくさせん/おくらせん）：江戸浅草橋場の銭座で鋳造。
- 芝銭（しばせん）：芝網縄手で鋳造。「通」字の之繞および「永」字などの点が草書体となった「草点」のものが多い。
- 坂本銭（さかもとせん）：近江坂本で鋳造。「永」字が撥ねるものが多い。

寛永14年（1637年）銭座設置
- 水戸銭（みとせん）：常陸水戸で鋳造。
- 仙台銭（せんだいせん）：陸奥仙台で鋳造。
- 吉田銭（よしだせん）：三河吉田で鋳造。
- 松本銭（まつもとせん）：信濃松本で鋳造。「寳」が仰いでおり「斜寳」と呼ばれる。鋳銭を請負った今井家に書状と未仕上げの枝銭が残されており、（現在は松本市に寄贈され、松本市立博物館で展示されている。）その書体（「斜寶縮寶」）より、松本銭が確定した。
- 高田銭（たかだせん）：越後高田で鋳造。
- 萩銭/長門銭（はぎせん/ながとせん）：長門萩美弥郡赤村で鋳造。
- 岡山銭（おかやません）：備前岡山で鋳造。
- 竹田銭（たけたせん）：豊後竹田で鋳造。従来「斜寳」が充てられていたが、松本銭であることが確定した。

寛永16年（1639年）銭座設置
- 井之宮銭（いのみやせん）：駿河井之宮で鋳造。井之宮銭とされていたものは発掘事実により岡山銭に変更される。「寛」字が小さく「縮寛」と呼ばれる。

承応2年（1653年）銭座設置
- 建仁寺銭（けんにんじせん）：京都建仁寺で鋳造。建仁寺銭とされているものは長崎鋳造との説もあり。

明暦2年（1656年）銭座設置
- 沓谷銭（くつのやせん）：駿河沓谷で鋳造。
- 鳥越銭（とりごえせん）：浅草鳥越で鋳造。

古寛永の総鋳造高については詳しい記録が見当たらず不明であるが、鋳銭目標などから推定した数値では325万貫文（32億5千万枚）とされ、この内、鳥越銭が30万貫文（3億枚）、沓谷銭は20万貫文（2億枚）との記録もある。
| 寛永年間鋳造                                | 寛永年間鋳造                                | 寛永年間鋳造                                       | 寛永年間鋳造                                          |
| ------------------------------------------- | ------------------------------------------- | -------------------------------------------------- | ----------------------------------------------------- |
| 寛永通寳 寛永13年（1636年） 称浅草銭 御蔵銭 | 寛永通寳 寛永13年（1636年） 称芝銭 二草点   | 寛永通寳 寛永13年（1636年） 称坂本銭 跳永          | 寛永通寳 寛永14年（1637年） 称水戸銭 力永             |
| 寛永通寳 寛永14年（1637年） 称仙台銭 中字   | 寛永通寳 寛永14年（1637年） 称吉田銭 広永   | 寛永通寳 寛永14年（1637年） 称松本銭 太細          | 寛永通寳 寛永14年（1637年） 称高田銭 笹手永           |
| 寛永通寳 寛永14年（1637年） 長門銭 俯永     | 寛永通寳 寛永14年（1637年） 称岡山銭 離頭通 | 寛永通寳 寛永14年（1637年） 松本銭 旧称竹田銭 斜寳 | 寛永通寳 寛永16年（1639年）? 岡山銭 旧称井之宮銭 縮寛 |

| 承応・明暦年間鋳造                         | 承応・明暦年間鋳造                         | 承応・明暦年間鋳造                  |
| ------------------------------------------ | ------------------------------------------ | ----------------------------------- |
| 寛永通寳 承応2年（1653年） 称建仁寺銭 大字 | 寛永通寳 明暦2年（1656年） 称沓谷銭 正足寳 | 寛永通寳 明暦2年（1656年） 称鳥越銭 |

### 新寛永（文銭）
幕藩体制の確立とともに全国に普及、創鋳から30年ほど経った寛文年間ごろから行われた鋳造によって、永楽通宝をはじめとする渡来銭をほぼ完全に駆逐し、貨幣の純国産化を実現した。寛文の鋳造開始時期は不明であるが、寛文5年（1665年）には既に鋳造が開始されたとみられている。また、安国良一は将軍の上洛や日光社参時に貨幣の新鋳・使用が行われた傾向から、当初は寛文3年（1663年）の将軍徳川家綱の日光社参の際に内々に鋳造する予定であったものが一般向けに切り替えられた可能性を指摘している。
寛文8年5月（1668年）、江戸亀戸で発行されたものは、寛文近江・若狭地震で損壊した京都・方広寺大仏(京の大仏)を鋳潰して鋳造したという風説が流布したこともあり、俗に「大仏銭」と呼ばれていた。また、裏に「文」の字があることから、文銭（ぶんせん）とも呼ばれていた。風説の真偽については諸説あるが、経済学者・貨幣史研究者の三上隆三は「大仏躯体の銅材を銭貨にした」ことは真実であるとしている。ただし三上は、大仏躯体の銅材を貨幣鋳造の原料に再利用されたとしても、寛文期の鋳銭の材料すべてを賄う量ではなかったとしており、寛永通宝(文銭)の原料は全て大仏躯体の銅材で賄われたとする風説は誤りとしている。日本銀行金融研究所は上記風説の真偽について、寛永通宝(文銭)の原材料の化学的な成分分析の結果、方広寺大仏の鋳造がなされた豊臣秀頼期のものとは原材料の産出地が異なるとして、「たとえ鋳銭の原料に大仏を用いたとしても、それは(生産された文銭全体の割合からみれば)ごく一部に過ぎなかったと判断できる」との結論を出している。
江戸亀戸に設立された銭座で、後藤縫殿助、茶屋四郎次郎ら呉服師六軒仲間が請負って大規模に鋳造が行われ、発行された銭は良質で均質なものとなった。
新井白石は寛文8年（1668年）から天和3年（1683年）までの鋳造高を197万貫文（19億7千万枚）と推測しているが、『尾州茶屋家記録』では213万8710貫文（21億3871万枚）としている。この増鋳により寛永通寳は全国に広く行き渡り、寛文10年6月（1670年）には寛永新銭に従来の古銭を交えた売買や、銭屋における新銭と古銭を交えた商売を禁止した。
| 寛文年間鋳造                           | 寛文年間鋳造                                |
| -------------------------------------- | ------------------------------------------- |
| 寛永通寳 寛文8年（1668年） 亀戸銭 文銭 | 寛永通寳 延宝2年（1674年）? 亀戸銭 島屋無背 |

### 新寛永（元禄以降）
品位の低下した元禄金銀の発行により銭相場が高騰し、元禄7年（1694年）に金一両＝4800文前後であったものが元禄13年（1700年）には一両＝3700文前後となった。加えて経済発展により銭不足も目立ち始めたため、勘定奉行の荻原重秀は銅一文銭についても量目を減ずることとし、量目がこれまでの一匁（3.7グラム）程度から七分（2.6グラム）程度とされた。元禄11年（1698年）からは江戸亀戸で、元禄13年からは長崎屋忠七、菱屋五兵衛ら五人の糸割符仲間が請負って京都七条川原の銭座で鋳造を行った。このときの銭貨は俗称荻原銭（おぎわらせん）と呼ばれる。荻原重秀はこのとき「貨幣は国家の造る所、瓦礫を以て之にかえるといえども行うべし。今鋳るところの銅銭は悪薄といえども、なお紙鈔に勝れり。之を行ひとぐべし。」と述べたとされる。
京都七条における元禄13年3月より宝永5年1月（1708年）までの鋳造高は1,736,684貫文（1,736,684,000枚）に上り、主に伊予立川銅山（別子銅山）の産銅が用いられた。
宝永5年（1708年）、江戸亀戸で鋳造されたものも小型のもので、四ツ宝銀のように質が悪いという意味から四ツ宝銭（よつほうせん）と呼ばれる。
| 元禄・宝永年間鋳造                                  | 元禄・宝永年間鋳造                                  | 元禄・宝永年間鋳造                               |
| --------------------------------------------------- | --------------------------------------------------- | ------------------------------------------------ |
| 寛永通寳 元禄10年（1697年） 元禄期亀戸銭 江戸荻原銭 | 寛永通寳 元禄13年（1700年） 元禄期京都七条銭 荻原銭 | 寛永通寳 宝永5年（1708年） 宝永期亀戸銭 四ツ宝銭 |

正徳4年（1714年）、品位を慶長のものへ復帰した正徳金銀の発行を踏まえ、一文銭も文銭と同様の良質なものに復帰することとなった。このとき再び呉服師六軒仲間が請け負って亀戸で鋳造したとされるものが丸屋銭（まるやせん）、あるいは耳白銭（みみしろせん）であり、50万貫文（5億枚）が鋳造されたとされる。享保2年（1717年）には佐渡相川（背面に「佐」字）、享保11年（1726年）に江戸深川十万坪、京都七条、享保13年（1728年）に大坂難波、石巻、また詳細は不明であるが享保年間に下総猿江で鋳造が行われている。
| 正徳・享保年間鋳造                                 | 正徳・享保年間鋳造                                            | 正徳・享保年間鋳造                         | 正徳・享保年間鋳造                                  |
| -------------------------------------------------- | ------------------------------------------------------------- | ------------------------------------------ | --------------------------------------------------- |
| 寛永通寳 正徳4年（1714年）ごろ 正徳期亀戸銭 丸屋銭 | 寛永通寳 正徳4年（1714年）ごろ 正徳期亀戸銭 耳白銭            | 寛永通寳 享保2年（1717年） 享保期佐渡銭 佐 | 寛永通寳 享保11年（1726年） 享保期京都七条銭 不旧手 |
| 寛永通寳 享保13年（1728年） 享保期仙台石巻銭 仙    | 寛永通寳 享保13年（1728年） 享保期仙台石巻銭、異書 旧称猿江銭 | 寛永通寳 享保13年（1728年） 享保期難波銭   |                                                     |

元文2年（1737年）には前年（1736年）の品位を低下させた元文金銀の発行により、銭相場が一両＝2800文前後まで急騰したのを受け銭貨の増産が図られ、これらの銭貨の背面には鋳造地を示す文字が鋳込まれるようになる。元文元年には深川十万坪、淀鳥羽横大路、京都伏見、元文2年には江戸亀戸、江戸本所小梅（背面に「小」字）、下野日光、紀伊宇津、元文3年（1737年）には秋田銅山、元文4年（1738年）には深川平野新田、相模藤沢、相模吉田島、下野足尾（「足」字）、長崎一ノ瀬（「一」字）、明和4年（1767年）には肥前長崎（「長」字）、など各地に銭座が設置され、小型の銭貨が大量に発行された。寛保元年（1741年）には摂津天王寺村の銀座役人徳倉長右衛門、平野屋六郎兵衛の請負った大坂高津銭座で元字銭（「元」字）が大規模に鋳造された。寛保2年（1742年）に勘定所は別子・立川両銅山の出銅の銅座分の五歩ほどずつを天王寺の銭座に渡すことを命じた。
| 元文-明和年間鋳造                                   | 元文-明和年間鋳造                                     | 元文-明和年間鋳造                                      | 元文-明和年間鋳造                           |
| --------------------------------------------------- | ----------------------------------------------------- | ------------------------------------------------------ | ------------------------------------------- |
| 寛永通寳 元文元年（1736年）ごろ 元文期伏見銭 蛇之目 | 寛永通寳 元文元年（1736年） 元文期平野新田銭 虎之尾寛 | 寛永通寳 元文2年（1737年） 元文期和歌山中之島村銭      | 寛永通寳 元文2年（1737年） 元文期小梅銭 小  |
| 寛永通寳 元文2年（1737年） 元文期日光久次良村銭     | 寛永通寳 元文3年（1738年） 元文期秋田銭 大字          | 寛永通寳 元文5年（1740年）ごろ 寛保期長崎一之瀬銭 低寛 | 寛永通寳 寛保元年（1741年） 寛保期高津銭 元 |
| 寛永通寳 寛保元年（1741年） 寛保期足尾銭 足         | 寛永通寳 明和4年（1767年） 明和期長崎銭 長            | 寛永通寳 明和5年（1768年） 明和期亀戸銭 小様、四年銭   |                                             |

江戸時代を通じた銅一文銭の総鋳造高は知る由も無いが、明治時代の大蔵省による流通高の調査では、安政年間に旧幕府庫に集められた高として2,114,246,283枚を示している（後述の鉄一文銭の項目を参照）。

## 鉄一文銭
元文4年（1738年）には銭相場の高値是正および材料の銅の供給不足などから、江戸・深川十万坪(埋立地)、仙台・石巻、江戸・本所及び押上などの銭座で鉄一文銭の鋳造が始まり、さらに明和2年（1765年）から金座監督の下、江戸・亀戸、明和4年（1767年）から京都・伏見、明和5年（1768年）からは仙台石巻（「千」字）、常陸太田（「久、久二」字）などの銭座で鉄一文銭が大量に鋳造され、銭相場は下落し安永7年（1778年）ごろには一両＝6000文前後を付けるに至った。
鉄銭は鍋銭（なべせん）とも呼ばれ製作も悪く不評であった。伏見鉄銭以降の鉄銭について「コレヨリ後出ル所ノ鉄銭皆其質悪シ、茶碗ノ欠ヲ入ルコトハ、寶永ノ大銭ヨリ初マリ、土ヲ入ル事ハ此銭ヨリ初ルトイヘリ」、さらに「故ニカネノ音ハナシ」と揶揄されるほどであった。中世には私鋳銭などの粗悪な銭貨を指した「鐚銭」の語も、この時代には鉄一文銭の俗称となったという。
天保6年（1835年）12月より天保通寳と同時に江戸深川で鋳造された鉄銭は洲崎銭と呼ばれたが、天保通寳が広く流通したため58,100貫271文（58,100,271枚）と小額にとどまった。
日米修好通商条約において日本の銅銭輸出の禁止が明文化されていたが、日本国内では洋銀1ドル＝銅銭4,976文替の相場であったのに対し、中国では800〜1,000文であったため、安政6年（1859年）の開港に伴い、外商らは競って日本の銅銭を中国に輸出した。これに対抗して幕府は銅一文銭を回収し、銅一文銭一貫文に対し鉄一文銭および天保通寳を差交えて一貫五百四十八文と引換え、四十八文は両替屋に手数料として与えた。このときの引き換え用に安政6年（1859年）9月より小菅において鉄一文銭520,000貫文（520,000,000枚）が吹立てられた。
鉄一文銭が大量に鋳造されて流通に投入されると共に、グレシャムの法則により、銅一文銭は市中から姿を消していき、一文銭の流通は鉄一文銭が主流となっていった。後述のように、幕末になって銅一文銭が鉄一文銭よりも高い貨幣価値で流通するようになっていったときに銅一文銭と鉄一文銭がその時々の相場で並行流通するようになっていき、そして明治時代になって鉄一文銭が勝手に鋳潰してもよいとされたとき、一文銭について、再び銅一文銭の流通が主流となった。
安政年間には、鉄一文銭の鋳造に4文の費用がかかっていたが、幕府は四文銭・天保銭の流通を維持するために損害承知の上でこれを鋳造し続けた。目的は異なるが、今日の一円アルミ貨も同様に額面を超える製造費用がかかっている。
鉄一文銭の総鋳造高は明治時代の大蔵省による流通高の調査により、6,332,619,404枚とされ、中でも明和年間以降の鋳造高が特に多く、亀戸では2,262,589貫文（2,262,589,000枚）、伏見1,422,782貫文（1,422,782,000枚）、常陸太田690,500貫文（690,500,000枚）などとなっている。
| 鉄一文銭・元文-安政年間鋳造                   | 鉄一文銭・元文-安政年間鋳造                  | 鉄一文銭・元文-安政年間鋳造                    | 鉄一文銭・元文-安政年間鋳造                |
| --------------------------------------------- | -------------------------------------------- | ---------------------------------------------- | ------------------------------------------ |
| 寛永通寳 元文4年（1739年） 元文期中島加島村銭 | 寛永通寳 明和2年（1765年） 明和期伏見銭      | 寛永通寳 明和2年（1765年） 明和期亀戸銭        | 寛永通寳 明和5年（1768年） 明和期太田銭 久 |
| 寛永通寳 明和5年（1768年） 明和期石巻銭 千    | 寛永通寳 安永3年（1774年） 安永期太田銭 久二 | 寛永通寳 天保6年（1835年） 天保期洲崎銭 十字寛 | 寛永通寳 安政6年（1859年） 安政期小菅銭    |

## 真鍮四文銭
鉄一文銭は見栄えも悪く不評であったことから川井久敬の建議により真鍮四文銭が制定され、明和5年（1768年）に江戸深川千田新田に銀座監督の下銭座が設けられ、四文銭が鋳造された。川井久敬が銀座に真鍮四文銭の鋳造を請負わせたのは、当時銀座にはおびただしい上納滞銀があり、これを幕府に返済させる手段としての理由があった。
一文銭よりやや大型で、背面に川井家の家紋である波を描きウコン色に輝くこの銭貨は波銭（なみせん）とも呼ばれ好評であった。四文銭については浪銭と表記されることもあるほか、青銭と呼ばれることもあった。量目は一匁四分（5.2グラム）、規定品位は銅68%、亜鉛24%、鉛など8%であった。発行初年は二十一波のものであったが、鋳造に困難を来したため、翌年（1769年）からは簡略化した十一波に変更された。
これが発行されたころから、物の値段に16文、24文など4の倍数が多くなり、1串に5つの団子を5文で売られていたのが、1串4つで4文になったという。また、現代の100円ショップに類似したものとして、4文均一の「四文屋」というのもあった。
文政4年（1821年）11月からは浅草橋場で四文銭の増産が行われた。このときのものは規定品位が銅75%、亜鉛15%、鉛など10%へ変更となり、赤みを帯びることから赤銭（あかせん）と呼ばれる。
安政4年（1857年）11月には江戸東大工町で四文銭の鋳造が始まり、規定品位が銅65%、亜鉛15%、鉛など20%となった。黒味を帯び、穿内にやすりがかけられ文久永寳に製作が類似するものがこれであるとされる。
真鍮四文銭の総鋳造高は157,425,360枚、あるいは22,145,520貫文（何枚を一貫文とするか不明）と文献により大きく異なり、明和年間における吹高は1年に55,000貫文と定められ安永3年（1774年）9月には吹高を半減し、その後も随時減じたとの記録もあり、また文政年間の鋳造高は79,700貫文との記録もある。
| 真鍮當四文銭・明和-安政年間鋳造                      | 真鍮當四文銭・明和-安政年間鋳造                    | 真鍮當四文銭・明和-安政年間鋳造                  | 真鍮當四文銭・明和-安政年間鋳造                 |
| ---------------------------------------------------- | -------------------------------------------------- | ------------------------------------------------ | ----------------------------------------------- |
| 寛永通寳 明和5年（1768年） 明和期千田新田銭 二十一波 | 寛永通寳 明和6年（1769年） 明和期千田新田銭 十一波 | 寛永通寳 文政4年（1821年） 文政期浅草橋場銭 赤銭 | 寛永通寳 安政4年（1857年） 安政期深川東大工町銭 |

安政年間に入ると當百銭、真鍮銭、一文小銭などの相場にはそれぞれ差異が生じ、幕府はたびたび額面通り滞りなく通用するよう触書を出すが市場において差別通用が止まず、慶應元年（1865年）閏5月、ついに天然相場を容認し江戸市中両替屋で銅小銭、真鍮銭に対し増歩通用を認めるに至った。このとき鉄一文銭を基準として以下のような相場となった。天保通寳については従来通り100文で通用するよう申し渡した。
- 文銭および耳白銭：6文
- その他寛永通寳銅一文銭：4文
- 寛永通寳真鍮當四文銭：12文
- 文久永寳當四文銭：8文

慶應3年（1867年）、幕府はすべての銭貨を天然相場に委ねる事としたが、銅銭および真鍮銭の相場はさらに上昇した。

## 鉄四文銭
万延元年12月（1861年）から四文銭も鉄銭として発行されるようになった。幕府は特に精錬した鉄地金を用いた精鉄四文銭（せいてつしもんせん）であることを強調したが、評判は悪く、鋳銭に関して損失が出るなどしたため発行は少数にとどまり、後にこれを受けて材質を銅に戻して寛永通寳真鍮四文銭より量目を減じた文久永寳が発行された。このときの銀座による鉄四文銭の鋳造高は101,887,062枚とされる。
万延元年からは東大工町、慶應元年（1865年）からは小梅の水戸藩邸（「ト」字）、慶應2年（1866年）からは陸奥大迫（「盛」字）、石巻（「千」字）、深川十万坪（「ノ」字）、慶應3年（1867年）からは安芸広島（「ア」字）でも鋳造された。
| 精鉄當四文銭・万延-慶應年間鋳造                       | 精鉄當四文銭・万延-慶應年間鋳造                     | 精鉄當四文銭・万延-慶應年間鋳造                | 精鉄當四文銭・万延-慶應年間鋳造            |
| ----------------------------------------------------- | --------------------------------------------------- | ---------------------------------------------- | ------------------------------------------ |
| 寛永通寳 万延元年（1860年） 万延期深川東大工町銭 精鉄 | 寛永通寳 慶應元年（1865年） 慶應期小梅水戸藩邸銭 ト | 寛永通寳 慶應2年（1866年） 慶應期盛岡大迫銭 盛 | 寛永通寳 慶應2年（1866年） 慶應期石巻銭 千 |

## 明治以降
以上のように江戸幕府が発行した寛永通宝であるが、明治以降も補助貨幣として引き続き通用した。
倒幕後、慶應4年閏4月14日（1868年）、新政府は銅銭の海外流出、銅地金の高騰、さらに市場での相場の実態を踏まえて、太政官布告第306号により鉄一文銭に対する銅銭および真鍮銭の増歩をさらに引き上げ以下のように定めた。
- 寛永通寳銅一文銭：12文
- 寛永通寳真鍮當四文銭：24文
- 文久永寳當四文銭：16文
- 天保通寳當百文銭：96文[注釈 6]

精鉄四文銭については2文程度の通用価値となった。明治2年7月10日太政官布告第633号では金1両は銭10貫文と定められた。
明治4年（1871年）には新貨条例が制定され、円・銭・厘の通貨体制に移行したが、以降は次の額で通用した（新貨条例は単位を一厘とし十進法を採用したため、旧銭貨を従来の通用価値のまま混用流通させることは困難だった）。法貨としての通用制限額は、銅銭は新銅貨と同じく一圓まで、鉄銭は五十銭と定められた。
| 区分   | 種別                       | 明治4年12月19日 太政官布告658号 | 明治5年9月24日 太政官布告第283号 |
| ------ | -------------------------- | ------------------------------- | -------------------------------- |
| 旧銅貨 | 天保通寶                   | 8厘                             |                                  |
| 旧銅貨 | 寛永通寳（青波銭・四文銭） | 2厘                             |                                  |
| 旧銅貨 | 文久永寳（波銭・四文銭）   | 1厘半                           |                                  |
| 旧銅貨 | 寛永通寳（耳白銭・一文銭） | 1厘                             |                                  |
| 旧鉄銭 | 寛永通寳（四文銭）         |                                 | 1/8厘                            |
| 旧鉄銭 | 寛永通寳（鐚銭・一文銭）   |                                 | 1/16厘                           |

このうち銅銭・真鍮銭は引き続き通用した。特に明治政府の発行した1厘銅貨の枚数はあまり多くなく、1厘銅貨には直径が小さすぎるという流通の不便さもあり、竜1銭・半銭銅貨が十分な量が発行された明治21年（1888年）まで製造され続けたのに対し、それより先の明治17年（1884年）に直径が大きすぎる2銭銅貨と共に製造中止となったこともあり、1厘単位の貨幣として主な役割を果たしたのは寛永通宝であった。そのため明治時代には寛永通宝銅一文銭は「一厘銭」、寛永通宝真鍮四文銭は「二厘銭」と呼ばれていた。鉄銭については、明治6年（1873年）12月に太政官からの指令で、勝手に鋳潰しても差し支えないとされ、事実上の貨幣の資格を失った（法的には明治30年9月末の貨幣法施行前まで通用）。しかし、明治30年（1897年）ごろより次第に流通が減少し、明治45年（1912年）ごろには厘位の代償としてマッチや紙などの日用品を用いるようになり、大正5年（1916年）4月1日には租税及び公課には厘位を切捨てることとなり、一般商取引もこれに準じたため不用の銭貨となった（『寛永錢記』）。寛永通宝が大部分の地域の一般商店等でほとんど使用されなくなった大正期や昭和初期でも、一部地方の商店等で用いられたり、あるいは銀行間決済の最小単位の通貨として用いられることがあったという。法的に寛永通宝の銅銭・真鍮銭が通用停止となったのは、昭和28年末の小額通貨の整理及び支払金の端数計算に関する法律の施行により円未満の通貨が全て通用停止とされた時であり、同時に1厘5毛通用とされていた文久永宝も通用停止となり、この時をもって江戸時代に発行された貨幣は全て通用停止となったことになる。以降はコイン収集家による収集対象となるのみである。

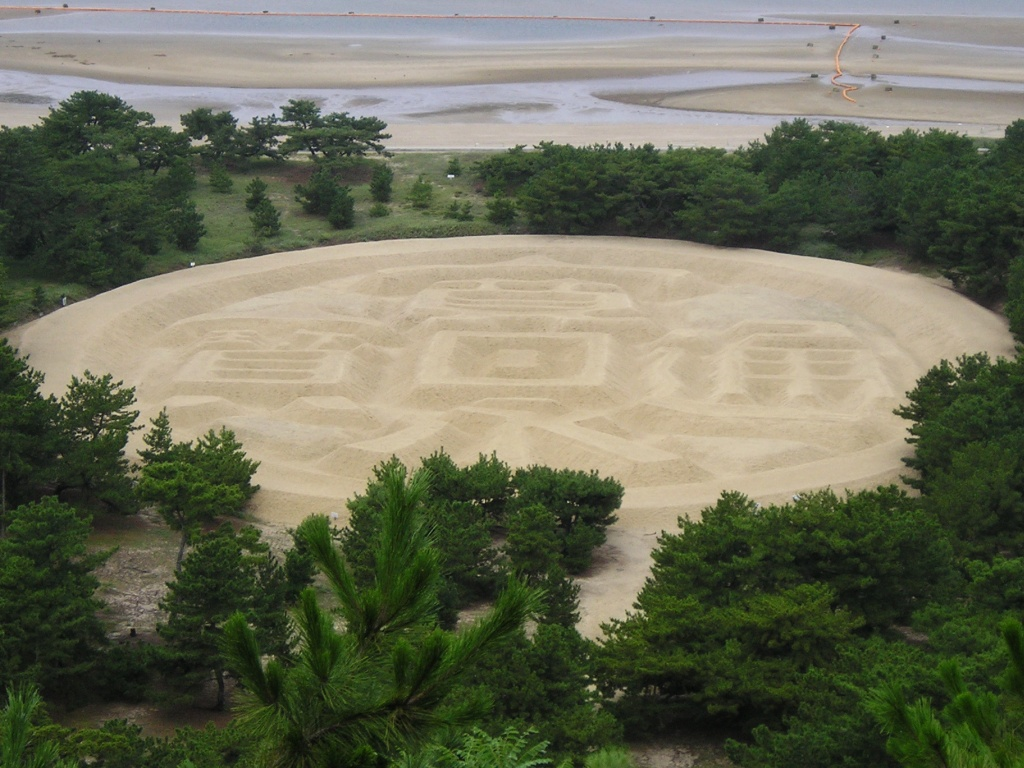
琴弾公園の銭形砂絵

ただし、各地の例では銭形砂絵がある香川県観音寺市で寛永通宝が観光資源として位置づけられており、2010年（平成22年）4月4日から市内の地域通貨として寛永通宝を使用できるようになった。市内の使用可能店で1枚30円（銅一文銭・真鍮四文銭が使用可能だが両者の区別なくいずれも30円扱い、鉄銭は使用不可）で使用でき、商店は市の町おこしグループ「ドピカーン観音寺実行委員会」に持ち込めば1枚30円で換金できる。ただし、寛永通宝は本物であれば多く出回っているものでも買い取りで1枚10円程度、珍品なら数百万円するといわれており（下記外部リンク参照）、1枚30円として使用してしまうと大損をする場合もあり得るので注意が必要である。

## その他
常陸国の飯塚伊賀七は、寛永通宝を用いたそろばんを発明した。